# Fred Meylan
Fred Meylan je francouzský módní fotograf.

## Život a dílo
Po dokončení vojenské služby, kde působil jako fotograf, se stal reportérem agentury Sygma (nyní Corbis), přičemž spolupracoval s osobnostmi jako jsou například Monica Bellucciová, Uma Thurman, Penelope Cruz. Stal se specialistou na módní fotografii, pracoval pro významné francouzské, italské a americké dámské časopisy. Od roku 2000 se více věnoval vlastní tvorbě, v roce 2001 a v lednu 2006 vystavoval v galerii Laurent Strouk v Paříži a Opera Gallery v New Yorku.
V jeho práci se oceňuje, jak dokáže zachytit životní styl a krásu žen. Pracuje například pro společnosti L'Oreal, Nike, American Express, Clarins, Lacoste, Zadig et voltaire, Galerie Lafayette, Peugeot, Ba&sh, Lancaster, Pataugas , Dim, Guess.
Výhradně pracuje pro společnost Zadig et Voltaire, jeho snímky doprovázely mnoho celosvětových kampaních od založení značky, na umělecké koncepci těchto kampaní spolupracuje s ředitelem Emmanuelem Brunetem.